# Кастели
Кастели (итал. Castelli) је насеље у Италији у округу Терамо, региону Абруцо.
Према процени из 2011. у насељу је живело 271 становника. Насеље се налази на надморској висини од 593 м.

## Становништво
| 1931. | 1936. | 1951. | 1961. | 1971. | 1981. | 1991. | 2001. | 2011. |
| ----- | ----- | ----- | ----- | ----- | ----- | ----- | ----- | ----- |
| 3.552 | 3.849 | 3.961 | 3.201 | 2.131 | 1.784 | 1.600 | 1.391 | 1.224 |